# Ulidia megacephala
Ulidia megacephala är en tvåvingeart som beskrevs av Friedrich Hermann Loew 1845. Ulidia megacephala ingår i släktet Ulidia och familjen fläckflugor. Inga underarter finns listade i Catalogue of Life.